# Lügde (Ortsteil)

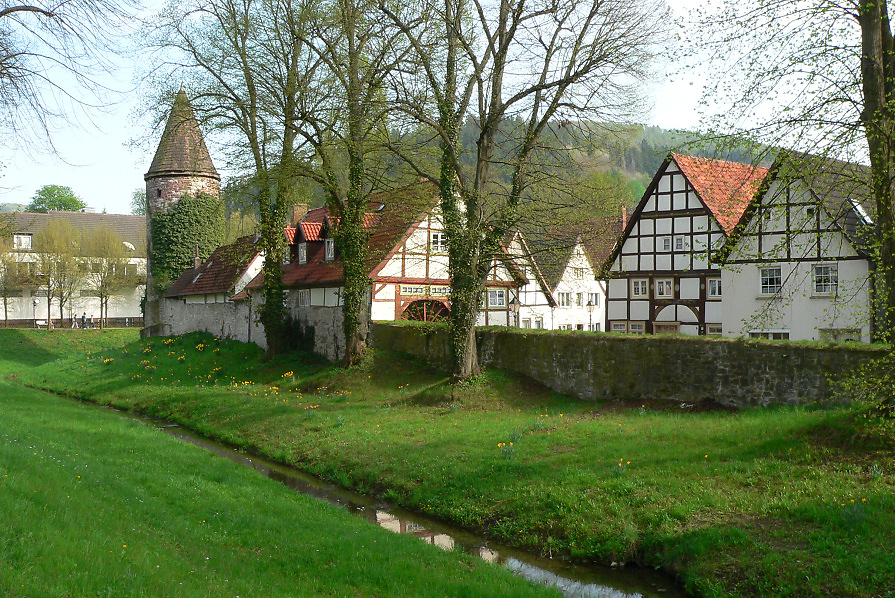
Historischer Ortskern mit Stadtmauer und Kleiner Emmer

Lügde ist Sitz der Stadtverwaltung und gehört zu den zehn Ortsteilen der Stadt Lügde im Kreis Lippe in Nordrhein-Westfalen. Die Kernstadt Lügde wurde im Rahmen der Kommunalreform am 1. Januar 1970 mit den Ortsteilen Elbrinxen, Falkenhagen, Harzberg, Hummersen, Köterberg, Niese, Rischenau, Sabbenhausen und Wörderfeld zur Stadt Lügde zusammengeschlossen. Bereits am 1. April 1922 hatte der Ort 20 ha an die Nachbarstadt Bad Pyrmont abgetreten. Der Ortsteil hatte am 31. Dezember 2008 5884 Einwohner. Lügde liegt auf einer Höhe von 102 m ü. NN im Tal der Emmer, einem Nebenfluss der Weser. Die Flächengröße des Ortsteils beträgt 31,079 km². Der derzeitige Ortsbürgermeister ist Klaus Zumhasch.

## Wappen
| | Blasonierung: „Im gespalteten Schild vorn in Silber (Weiß) ein rotes Ankerkreuz, hinten in Schwarz ein silberner Schlüssel mit dem Bart rechts und oben.“ |
| Wappenbegründung: Das rote Ankerkreuz ist das der Grafschaft Waldeck-Pyrmont, zu der Lügde bis 1668 gehörte, der silberne Schlüssel der des Erzstiftes Köln. Das Wappen des Ortsteils Lügde und der Stadt vor der Kommunalreform entspricht dem Wappen der heutigen Stadt Lügde ohne die lippische Rose, die erst nach Gründung der Großgemeinde 1971 Einzug in das heutige Stadtwappen hielt, als ehemals lippische Gemeinden zu Lügde kamen. Das Wappen war bis zum 31. Dezember 1969 gültig. | |

## Verkehr

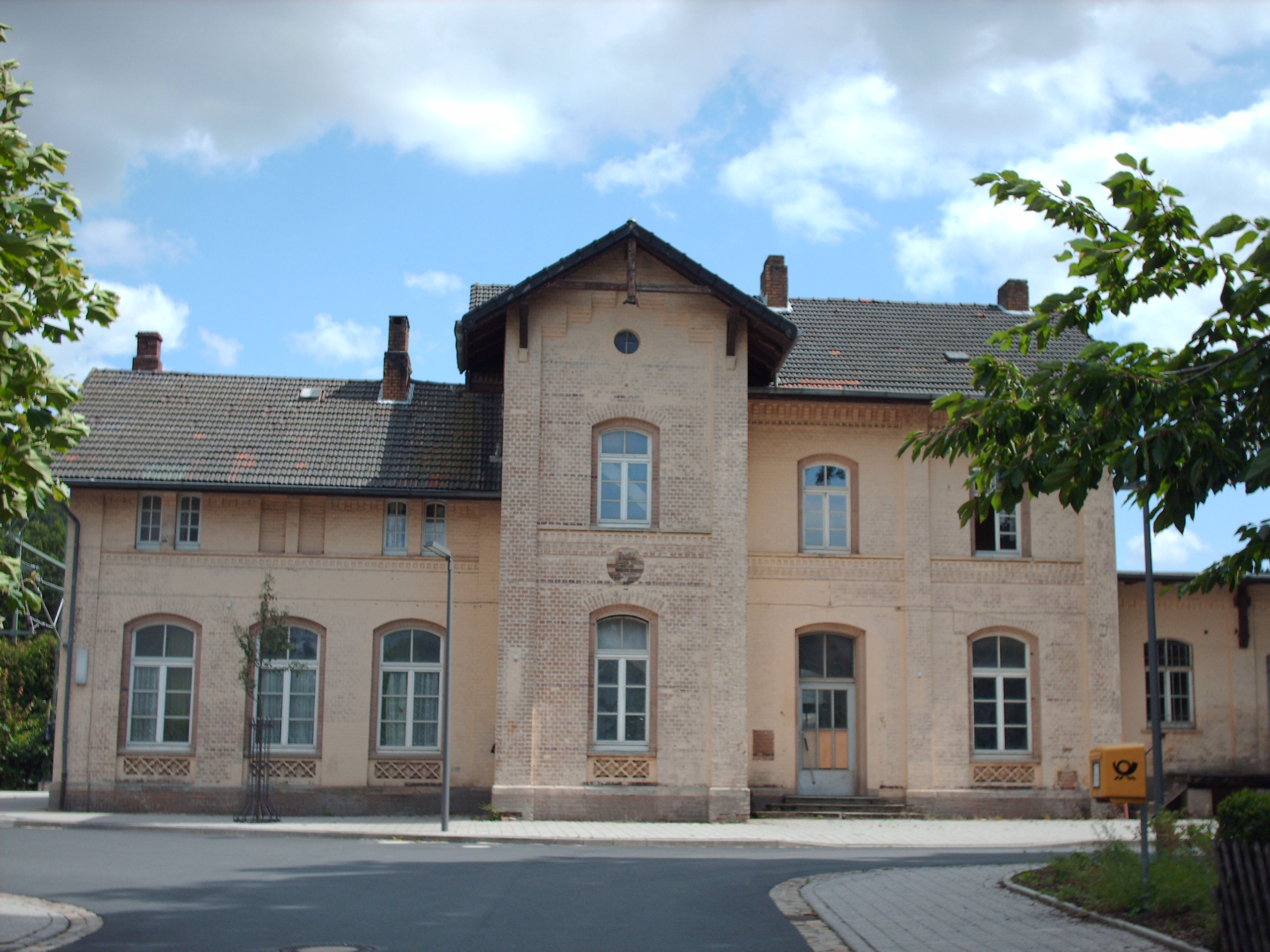
Bahnhofsgebäude Lügde

Der Haltepunkt Lügde liegt an der Bahnstrecke Hannover–Altenbeken. Er wird im Stundentakt von der S-Bahn-Linie 5 Paderborn – Hameln – Hannover Hbf – Hannover Flughafen bedient.
| Linie | Verlauf | Takt   |
| ----- | --- | ------ |
| S 5   | Paderborn Hbf – Altenbeken – Steinheim (Westf) – Schieder – Lügde – Bad Pyrmont – Emmerthal – Hameln – Bad Münder (Deister) – Springe – Völksen/Eldagsen – Bennigsen – Holtensen/Linderte – Weetzen – Hannover-Linden/Fischerhof – Hannover Bismarckstraße – Hannover Hbf – Hannover-Nordstadt – Hannover-Ledeburg – Hannover-Vinnhorst – Langenhagen Mitte – Langenhagen Pferdemarkt – Hannover Flughafen Stand: Fahrplanwechsel Juni 2022 | 60 min |